# Ciril II de Constantinoble
Ciril II (en grec Κύριλλος Β') va ser patriarca de Constantinoble tres vegades, la primera l'any 1633, la segona del 1635 al 1636, i la tercera els anys 1638 i 1639.
Era natural de Véria, i va anar a estudiar a l'escola dels jesuïtes de Gàlata l'any 1618. Va succeir al patriarca Ciril Lucaris amb el suport dels jesuïtes en tres de les vegades que Ciril Lucaris va ser apartat del patriarcat. Va acusar Lucaris de calvinista, fins que el va fer condemnar en un Sínode a Constantinoble.
Va ser reconegut com a autèntic patriarca ortodox, encara que havia fet professió de fe catòlica. Les tres vegades que va ser patriarca, totes de curta durada, van provocar la reacció del poble per la seva servitud als llatins i per la mala administració del patriarcat. Va ser deposat i exiliat a Tunis, on va ser assassinat per no voler convertir-se a l'islam.